# Němčičky (Brno-vidéki járás)
Němčičky település Csehországban, a Brno-vidéki járásban. Němčičky Mělčany, Malešovice, Kupařovice, Pravlov, Bratčice és Medlov településekkel határos. Lakosainak száma 332 fő (2024. január 1.).

## Népesség
A település lakosságának változását az alábbi diagram mutatja:
| Lakosok száma | 306  | 341  | 321  | 259  | 251  | 276  | 324  | 315  | 318  | 332  |
|               | 1869 | 1890 | 1921 | 1950 | 1980 | 2001 | 2017 | 2019 | 2022 | 2024 |